# Bolbelasmus monticolus
Bolbelasmus monticolus es una especie de coleóptero de la familia Geotrupidae.

## Distribución geográfica
Habita en América Central.